# امضای گروهی
یک طرح امضای گروهی روشی است که به هر یک از اعضای یک گروه اجازه می‌دهد به‌طور ناشناس یک پیام را از طرف گروه امضا نمایند. مفهوم امضای گروهی اولین بار توسط دیوید چام و یوجین ون هایست در سال ۱۹۹۱ مطرح شد. به عنوان مثال، از یک طرح امضای گروهی می‌توان در یک شرکت با تعداد زیاد کارمند استفاده کرد: گاهی برای طرف مقابل تنها این موضوع که یکی از کارمندان شرکت پیام را امضا کرده باشد کفایت می‌کند و او نیازی به دانستن هویت دقیق امضا کننده ندارد. کاربرد دیگر این مفهوم وقتی است که ورود و خروج به مکان خاصی برای عده‌ی مشخصی از افراد مجاز است ولی لزومی به دانستن ورود و خروج تک تک افراد نیست و حتی این کار با اصول حریم خصوصی در تناقض است. در چنین موقعیتی هر یک از افراد با استفاده از امضای گروهی، هویت خود را مخفی می‌سازد و در عین حال اصول امنیتی نیز رعایت می‌شود.
در هر طرح امضای گروهی، حضور یک مدیر گروه که مسئولیت‌های خاصی از قبیل افزودن و حذف افراد از گروه و مشخص کردن هویت امضا کننده در شرایط خاص را بر عهده داشت باشد، ضروری به نظر می‌رسد. در برخی از سیستم ها مسئولیت افزودن افراد به گروه و مسئولیت مشخص کردن هویت امضا کننده را از یکدیگر جدا نموده‌اند و دو مدیر جداگانه برای هر یک از این مسئولیت‌ها تعیین نموده‌اند.

## ویژگی های عمومی
طرح‌های مختلفی برای تحقق بخشیدن به مفهوم امضای دیجیتال مطرح شده‌است ولی همه‌ی آن‌ها چند ویژگی بنیادین را برآورده می‌سازند:
1. جامع و مانع بودن: لازم است امضاهای مجاز اعضای گروه همواره و بدون خطا تأیید شده و امضاهای غیرمجاز و جعلی همواره و بدون خطا رد شوند.
2. غیر قابل جعل بودن: تنها اعضای گروه بتوانند امضاهای گروهی معتبر را ایجاد نمایند.
3. ناشناس بودن: با داشتن یک پیام امضا شده و امضای متعلق به آن هیچ کس نباید بتواند بدون داشتن کلید مخفی مدیر گروه، هویت امضا کننده را کشف نماید.
4. قابلیت ردیابی: مدیر گروه باید بتواند با داشتن هر امضای معتبر و صحیح، مشخص کند که کدام عضو گروه این امضا را انجام داده است.
5. عدم پیوند: با داشتن دو پیام و امضای متعلق به هر یک از آن‌ها، افراد غیر مجاز نباید بتوانند تشخیص دهند که آیا این دو پیام را یک نفر امضا کرده‌است یا خیر؟
6. عدم بازسازی(تبانی): در نبود یکی از اعضا، سایر افراد حتی به همراه کلید مخفی مدیر گروه، نباید بتوانند امضای فرد غایب را بازسازی کنند.
7. عدم جعل در فرایند ردیابی: کسی که مسئول تشخیص هویت امضاکننده‌ها است، تحت هیچ عنوان نباید بتواند فردی را که پیام را امضا نکرده‌است، به امضای پیام متهم کند.[۱]